# Fremont River
Der Fremont River ist ein Fluss im US-Bundesstaat Utah. Er fließt vom Johnson Valley Reservoir in der Nähe des Fish Lakes durch den Capitol-Reef-Nationalpark. Bei Hanksville mündet der 115 Kilometer lange Muddy Creek in den Fluss und zusammen bilden sie den Dirty Devil River, welcher in den Colorado River mündet.
Der Fluss wurde nach dem Entdecker John Charles Fremont benannt, der das Gebiet in den Jahren 1853/1854 bereiste. Der Fluss gab seinerseits der Fremont-Kultur den Namen.

## Weblinks

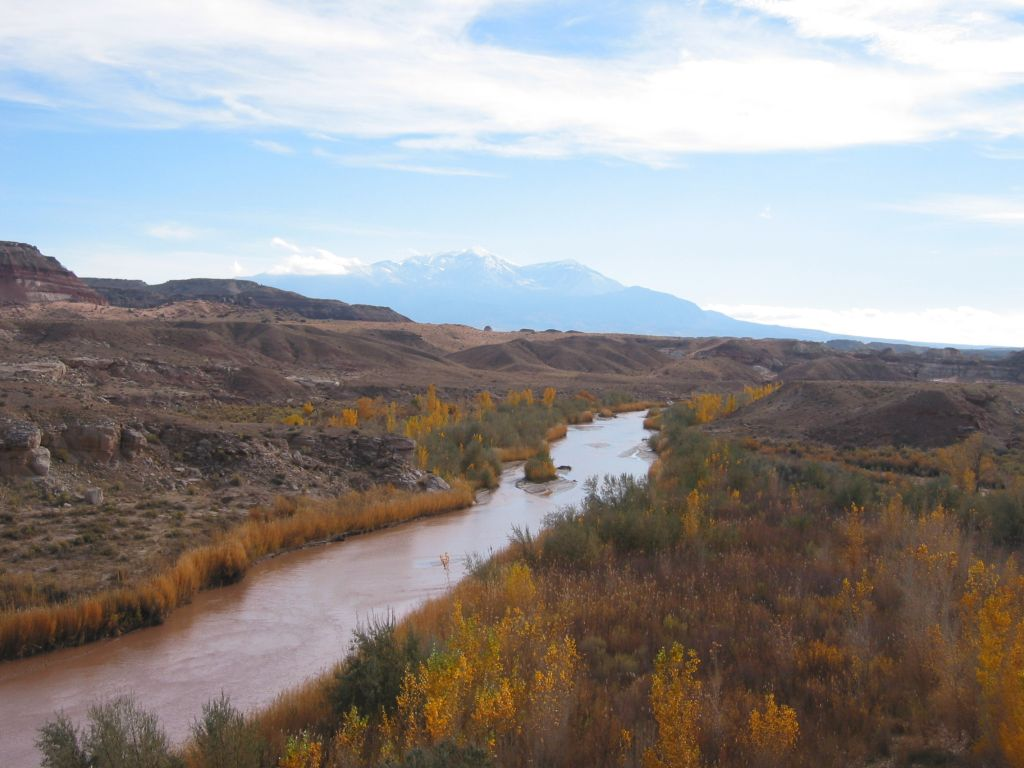
Fremont River bei Cainville